# Улица Аврама Мразовића (Сомбор)
| Улица Аврама Мразовића | Улица Аврама Мразовића        |
| ---------------------- | ----------------------------- |
|                        |                               |
| Почетак                | Улица Краља Петра I           |
| Крај                   | Венац војводе Живојина Мишића |
| Дужина                 | 300 m                         |
| Ширина                 | 4 до 5 m                      |
| Створена               |                               |
| Названа                |                               |
| Стари називи           | Тиха улица                    |
|                        |                               |
|                        |                               |
| Поглед на улицу        |                               |

Улица Аврама Мразовића једна је од старијих градских улица Сомбору. Протеже се правцем који повезује Улицу Краља Петра I  и Венац војводе Живојина Мишића.

## Име улице
Улица носи име Aврама Mразовића (Сомбор, 12. март 1756 — Сомбор, 20. фебруар 1826) који је био српски просветитељ, педагог, књижевник, преводилац, племић и сенатор слободног и краљевског града Сомбора. Сомборац како пореклом и рођењем, тако и животом и деловањем, привржен свом граду и српском роду, Аврам Мразовић је оставио дубоког трага у просветној и књижевној историји свог времена.
У Сомбору сем улице, његово име носи и једна основна школа.

## О улици
У улици Аврама Мразовића налази се неколико објеката у којима је смештено пар фирми, радних организација и јавна установа.
У њој је смештено и неколико продавница и услужне делатности.
Већи део улице чине стамбене приземне куће.

## Суседне улице
- Улица Краља Петра I
- Улица Мирна
- Венац војводе Живојина Мишића

## Улицом Аврама Мразовића

### Градска библиотека "Карло Бијелицки"
На углу улице Краља Петра I и Аврама Мразовића налази се Градска библиотека "Карло Бијелицки" која је смештена у некадашњу зграду Сомборске штедионице. 
Сомборска Градска библиотека 1959, у години када је прослављала 100 година рада, градске власти су одлучиле да ова културна установа своје стално седиште добије је у згради некадашње Сомборске штедионице.
Већим својим делом зграда се протеже у улици Аврама Мразовића. Током 1988. године у продужетку Градске библиотеке дограђено је здање на три нивоа, које се налази у целости у улици Аврама Мразовића.
Реконструкција крова Градске библиотеке рађена је током 2014/15. године, а фасада је обновљена у јесен 2016. године.
Од 1969. године ово здање има статус заштићеног споменика културе.

### Фирме, радне организације и јавне установе
- У улици аврама Мразовића на бр. 1А налази се Компанија „Дунав осигурање“ а. д. о.[3]
- Архитектонски атеље "Домус" се налази на бр. 13. Домусов тим од 1988. године осмишљава, пројектује и реализује идеје вишеструко награђивану, рационалну архитектуру.[4]

- Дечији вртић "Пужић" се налази на бр. 6.[5]

### Угоститељски објекти
- Ресторан "Плитвице Нино" се налази на бр. 7. Основан је 2004. године.[6]
- Кафе-пицерија, пансион-преноћиште "Piccolina", основана је 1990. године као кафе-пицерија. Од 2000. године проширена јој је делатност са преноћиштем-пансионом. "Piccolina" се налази на бр. 2.[7]

## Особеност улице
Већим делом улице Аврама Мразовића саобраћај је дозвољен у једном правцу, а мањи део улице је забрањен за саобраћај и са улицом Краља Петра I чини пешачку зону центра града.

## Галерија
- Градска библиотека "Карло Бијелицки"
- "Домус"
- Поглед на улицу
- Ресторан "Плитвице"
- "Piccolina"